# Antica Farmacia Sant'Anna
L'Antica Farmacia Sant'Anna è una farmacia ed erboristeria di Genova, sita in piazza Sant’Anna, nel quartiere di Castelletto. Fondata dai religiosi carmelitani scalzi dell'annesso convento di Sant'Anna nel 1650, è oggi la più antica bottega storica di Genova e l'unico esempio in Italia di farmacia con licenza effettiva annessa ad un convento e amministrata da religiosi. Pur conservando arredi e strumenti originali vincolati per il loro valore artistico e culturale, la farmacia è equipaggiata con laboratori di moderna tecnologia per la preparazione di farmaci, prodotti farmaceutici, rimedi fitoterapici, unguenti, cosmetici e integratori alimentari sotto la guida di personale qualificato a norma di legge.

## Storia

### La fondazione
Il convento di Sant'Anna in Genova fu la prima fondazione al di fuori della Spagna dei Carmelitani scalzi aderenti alla riforma di Teresa d'Avila e Giovanni della Croce, istituito nel 1584 da padre Nicolò di Gesù Maria Doria con l'aiuto economico della sua famiglia, i Doria, e delle nobili famiglie Cattaneo, Spinola e Pallavicini. Poco dopo la fondazione del convento, vi fu aperta una farmacia conventuale che attirava molti malati bisognosi di cure. 
Alla fine del XVI secolo, il chiostro oggi detto "del roseto" era un giardino dei semplici per la coltivazione delle piante officinali, in cui furono coltivate per la prima volta le patate in Italia, provenienti dalle Americhe e fatte portare a Genova dal fondatore, che le aveva conosciute alla corte di Filippo II re di Spagna.

### Il Seicento
Nel secolo XVII, gli appartenenti alla nobiltà o all'alta borghesia, in caso di malattia, si rivolgevano ad un medico; le classi meno abbienti, invece, si rivolgevano agli speziali dei conventi. Pertanto, intorno alla metà del Seicento, il flusso di visitatori alla Farmacia Sant'Anna era presumibilmente alto, come testimoniato dal fatto che fu necessario costruire ampi locali di preparazione e vendita il più lontano possibile dalla clausura conventuale.
Il documento più antico che attesta la presenza di una spezieria a Sant'Anna risale al 1650 ed è conservato negli Archivi Vaticani. Un altro documento del 1652, conservato negli archivi della farmacia, attesta che lo speziale di Sant'Anna, fra Martino di Sant'Antonio (1638-1721), “usciva ogni giorno per procurare il necessario per i rimedi […], da lui affluivano molti malati e non tutti guarivano dalla malattia con lo stesso rimedio, […] bisognava fare varie pozioni, farmaci, cataplasmi”. 

### Il Settecento

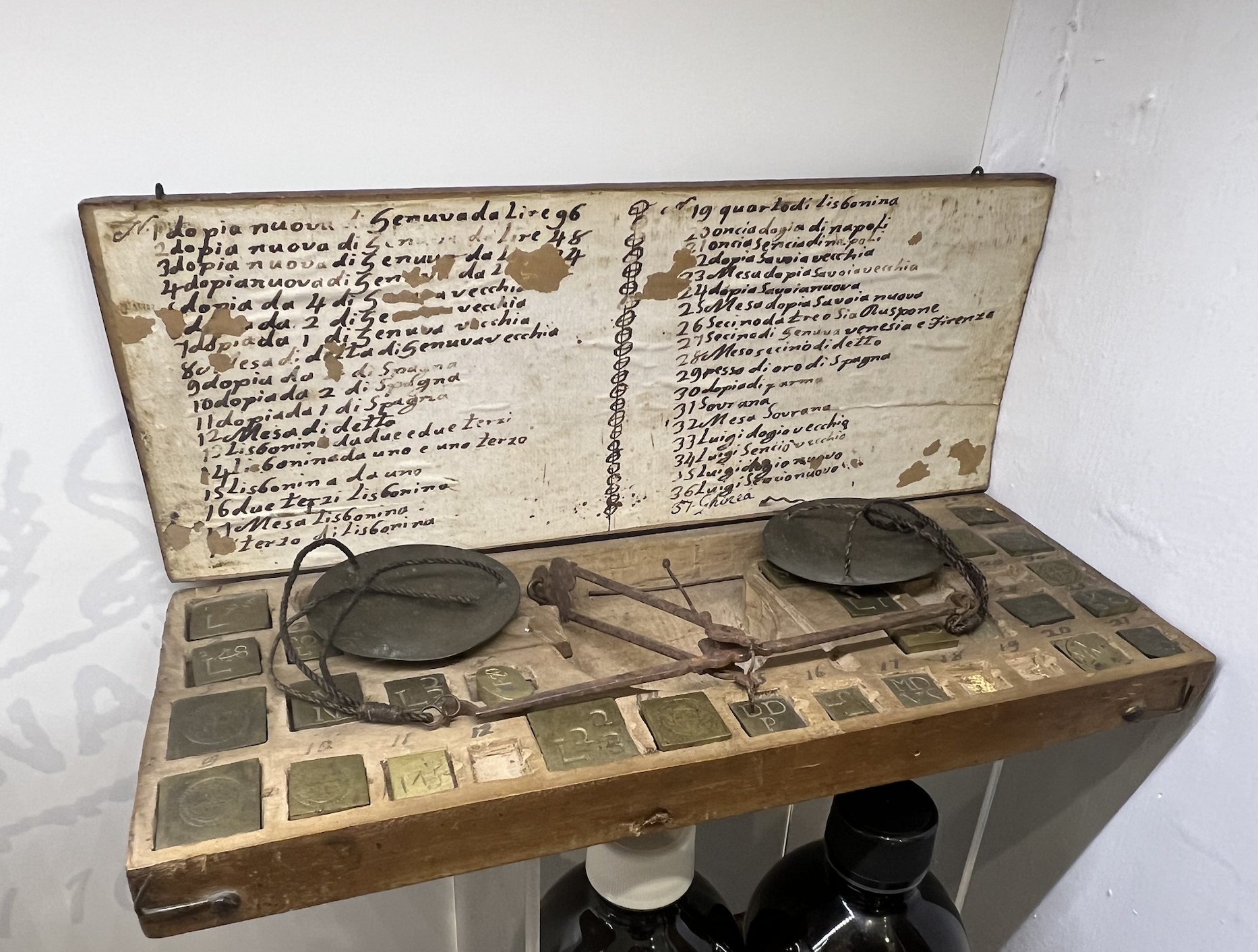
Antica bilancia a monete, conservata nell'Antica Farmacia Sant'Anna in Genova

Secondo i registri storici della farmacia, nel XVIII secolo la spezieria era aperta al pubblico, come testimoniato da un contratto del 1778 con il quale il genovese Lorenzo Robello, chirurgo e speziale, veniva incaricato di occuparsi dell'approvvigionamento delle materie prime, dell'allestimento dei medicinali e della loro dispensazione "sia a servizio de' religiosi che ad esito esterno'. L'intenzione, tuttavia, era che la spezieria fosse gestita autonomamente da padri farmacisti e, nel 1792, la conduzione tecnica e amministrativa passò al religioso fra Giovanni della Croce che aveva le necessarie qualifiche, il quale si premurò di migliorare le condizioni del laboratorio e di acquisire nuovi arredi e strumenti.

### L'Ottocento
Dopo l'annessione della Repubblica di Genova al Regno di Sardegna, la spezieria venne ulteriormente rinnovata nel 1818 da fra Bernardino di Sant'Anna. In quegli anni, la farmacia ebbe assidui contatti con il noto e discusso chirurgo parigino Louis Le Roy, autore del trattato La medicina curativa ossia la purgazione, in quattro volumi, tradotto in italiano a Bologna nel 1824 e che riscosse all'epoca un grande successo con numerose riedizioni, tra cui una genovese nel 1885 che nomina la farmacia Sant'Anna in quarta di copertina.

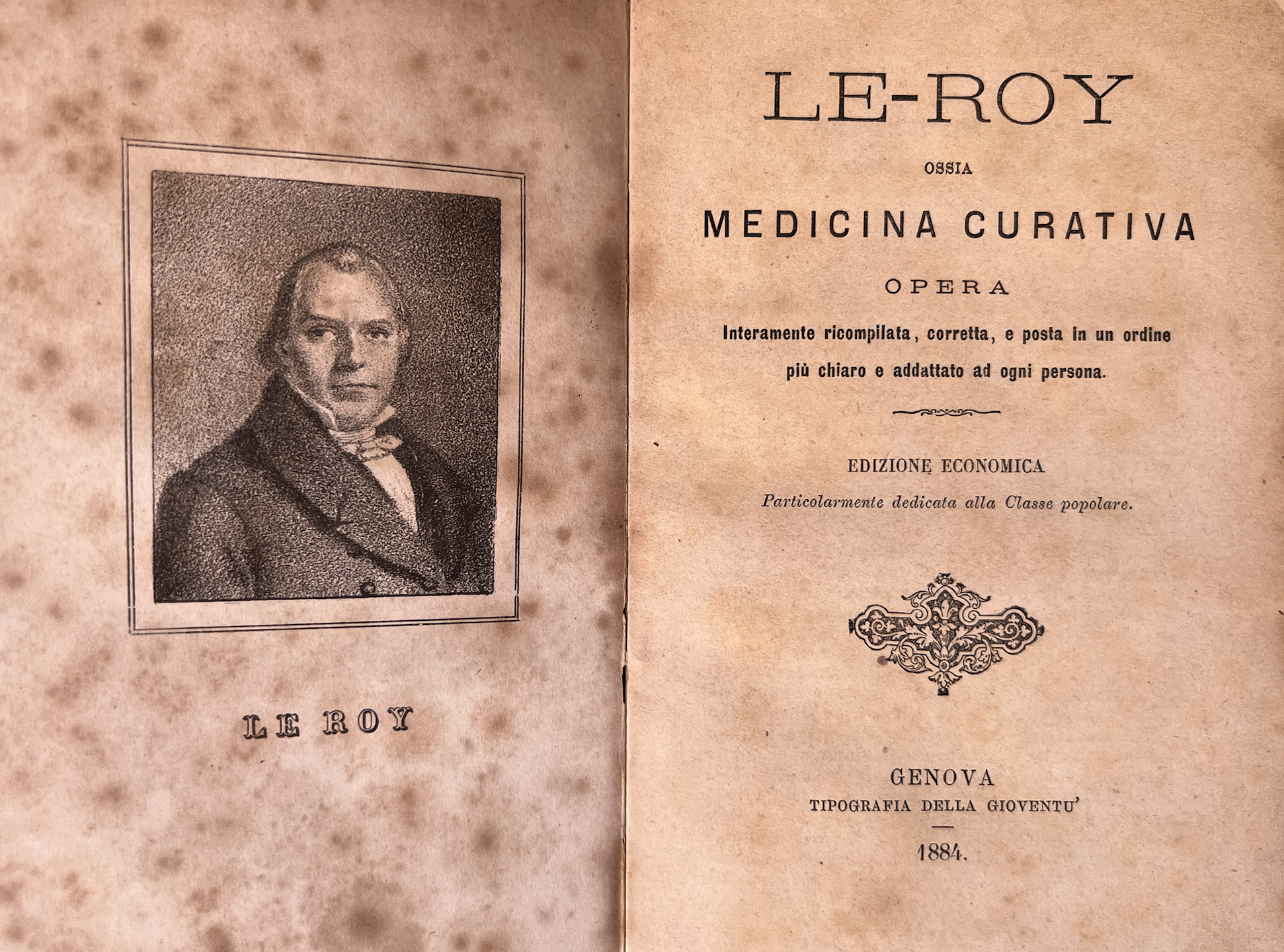
Frontespizio di Louis Le Roy, Medicina curativa, Genova, 1885

 Nel 1840, un rotolo di pergamena conservato nell'archivio del convento testimonia l'abilitazione alla professione di farmacista di fra Modesto, al secolo Stefano Montabone, in Genova e negli altri territori del Regno secondo quanto disposto dalle Regie Patenti del re Vittorio Emanuele I di Savoia. Nel 1882, tuttavia, per la difficoltà di reperire religiosi abilitati alla professione di farmacista, i superiori dell'Ordine dei Carmelitani Scalzi decisero di assicurare il rispetto delle normative sabaude nominando un farmacista patentato laico 'pel regolare e legale disbrigo delle ricette', affiancato da un religioso che si occupasse della parte amministrativa.
Secondo i libri contabili della farmacia, tra i clienti della farmacia alla fine dell'Ottocento figurano il medico Angelo Bruzick, il chirurgo Rocco Artisi di Voltri, il console di Danimarca Giuseppe Alessi Morellet, la spezieria dell’ospedale genovese di Pammatone, che acquistava estratto di china e rosa rossa secca, le Carmelitane scalze di Santa Teresa, le monache di San Silvestro e quelle di San Girolamo, il parroco di Crocefieschi. Fra i prodotti più usati vi erano la manna, le tavolette contro i vermi, lo zucchero bianco, decotti di chinino, sali d’Inghilterra, cinnamomo, rosolio, unguento di fior di papavero, una “bibita spiritosa d’incenso, mirra, aloe e spirito di vino” e l’unguento per la rogna. 

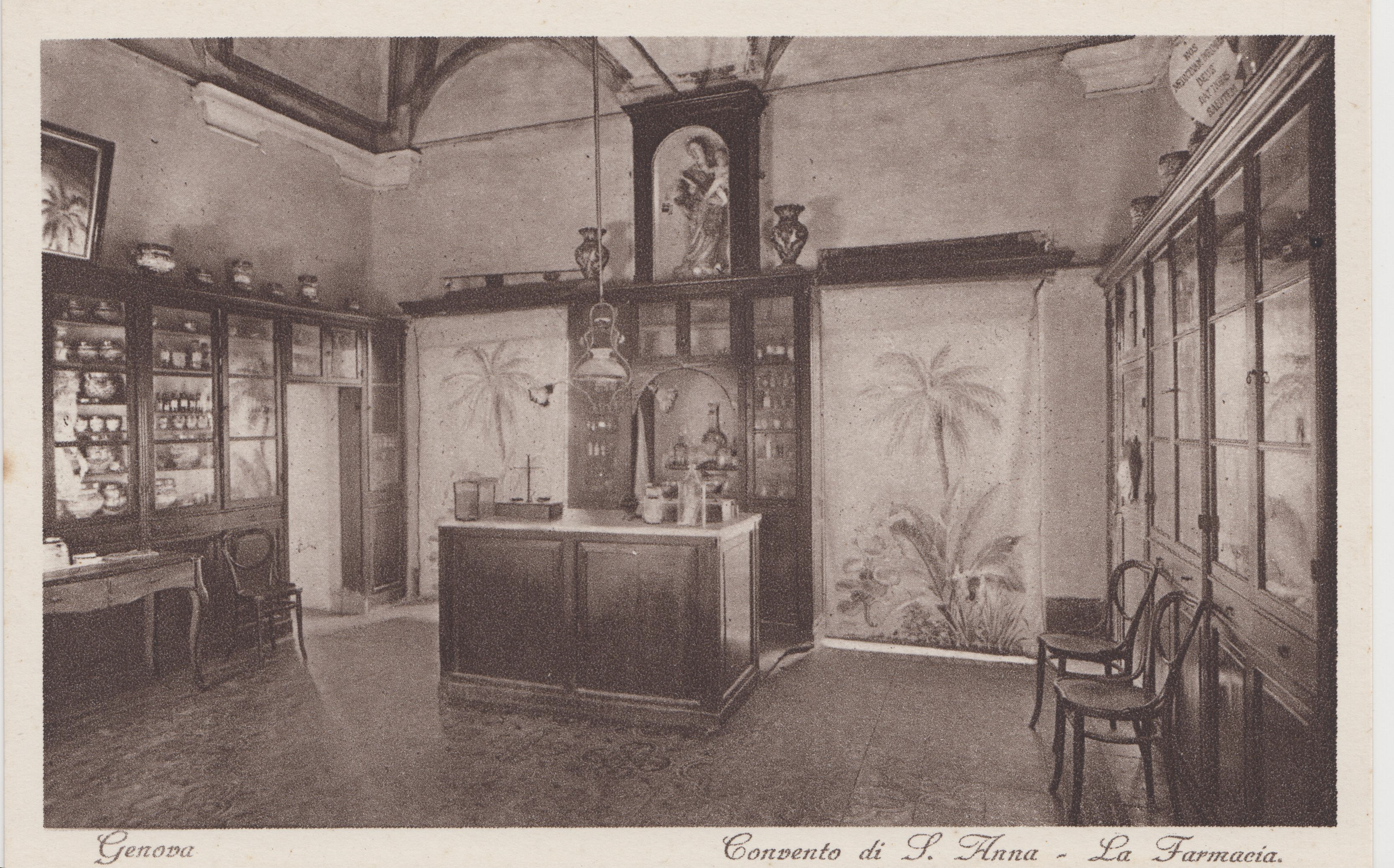
Foto antica della farmacia

### Dal Novecento ad oggi
La fine del XIX secolo vide il tracciamento della cosiddetta Circonvallazione a Monte, con il signorile corso Magenta e la Funicolare Sant'Anna costruiti immediatamente a valle del convento di Sant'Anna, mantenendone tuttavia intatte le strutture e la posizione appartata in un borgo silenzioso e tranquillo. 
L'attività della farmacia è proseguita fino ad oggi, mantenendo molte delle preparazioni antiche e aggiornando, nei casi opportuni, le formulazioni tradizionali. Anche i laboratori sono stati più volte aggiornati per adeguarli alle moderne esigenze produttive e alle normative di legge.
Dal 1933, la chiesa, il convento e la farmacia sono accessibili, oltre che da piazza Sant'Anna, anche tramite un ascensore privato dalla galleria di accesso alla stazione di valle dell'Ascensore Magenta-Crocco.

## Galleria d'immagini

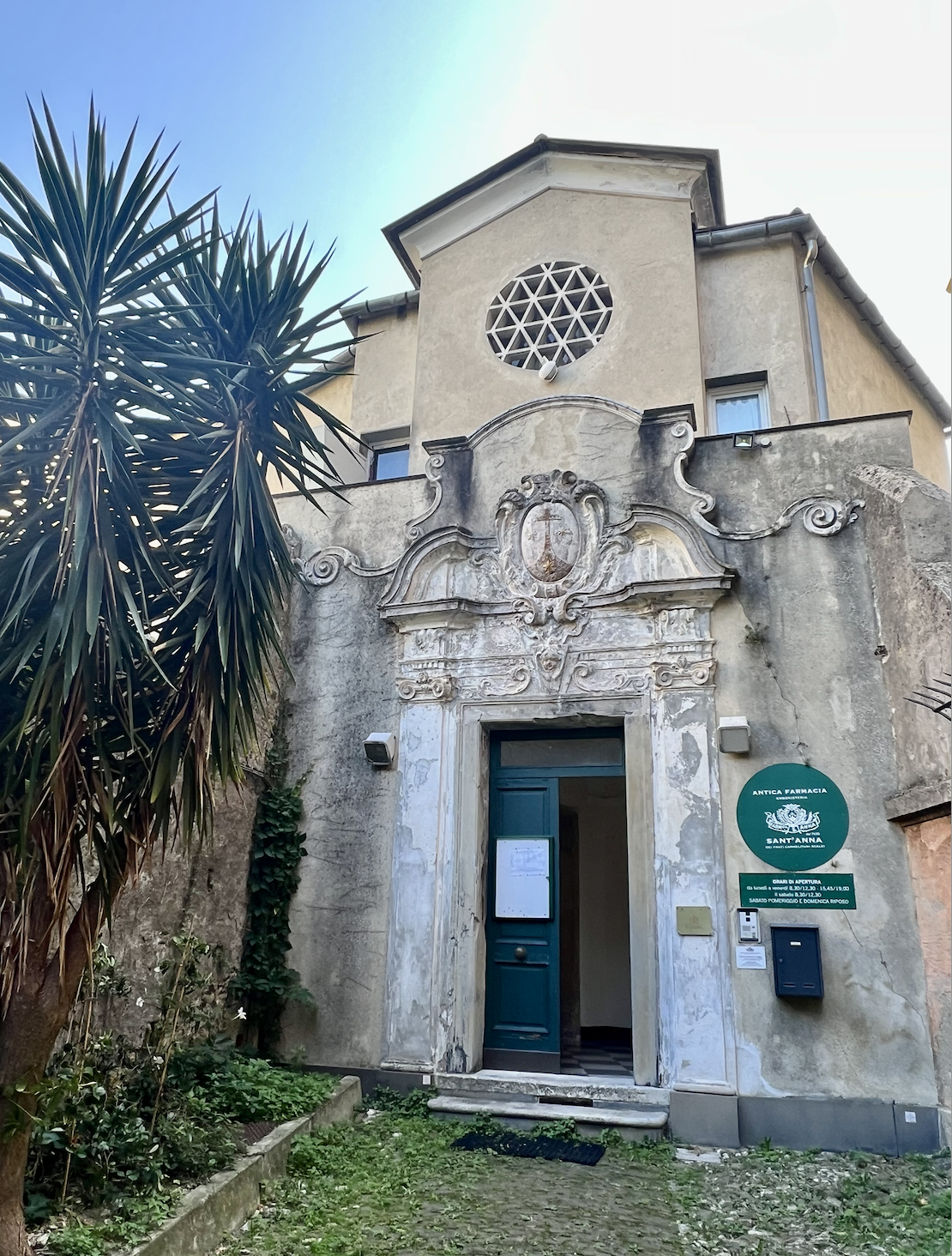
Ingresso all'Antica Farmacia Sant'Anna
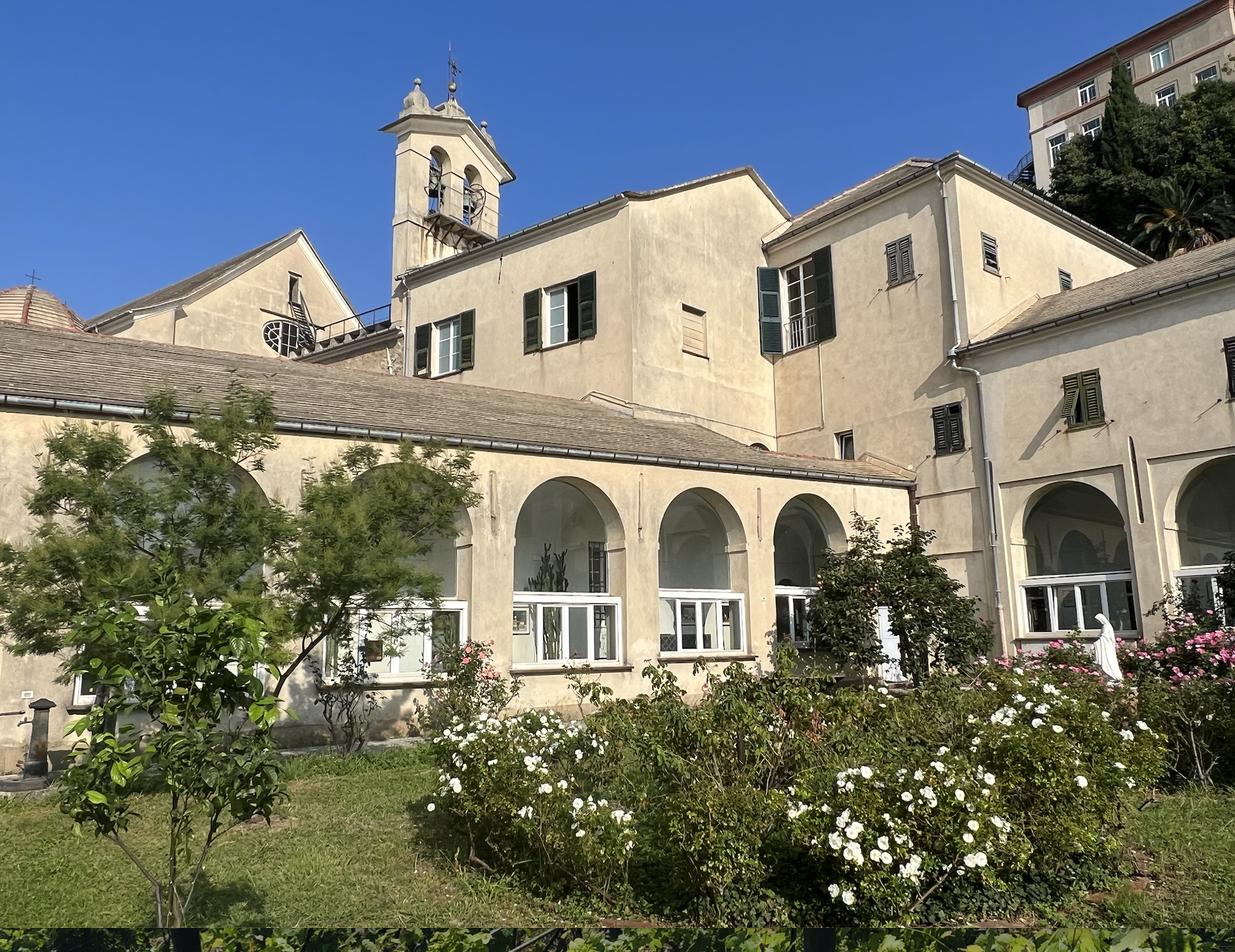
Chiostro del Roseto del Convento di Sant'Anna, Genova
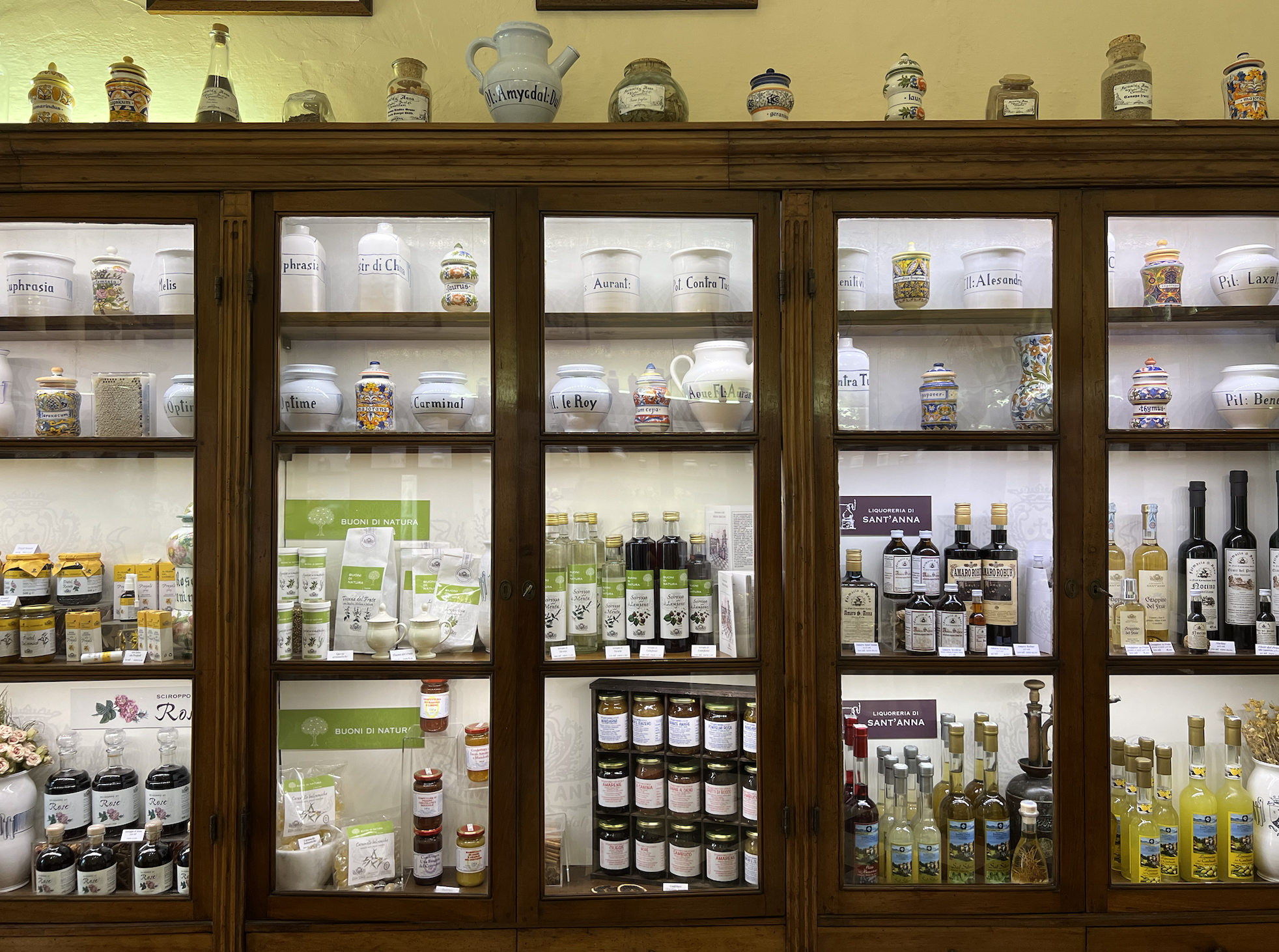
Antica Farmacia Sant'Anna, 2023
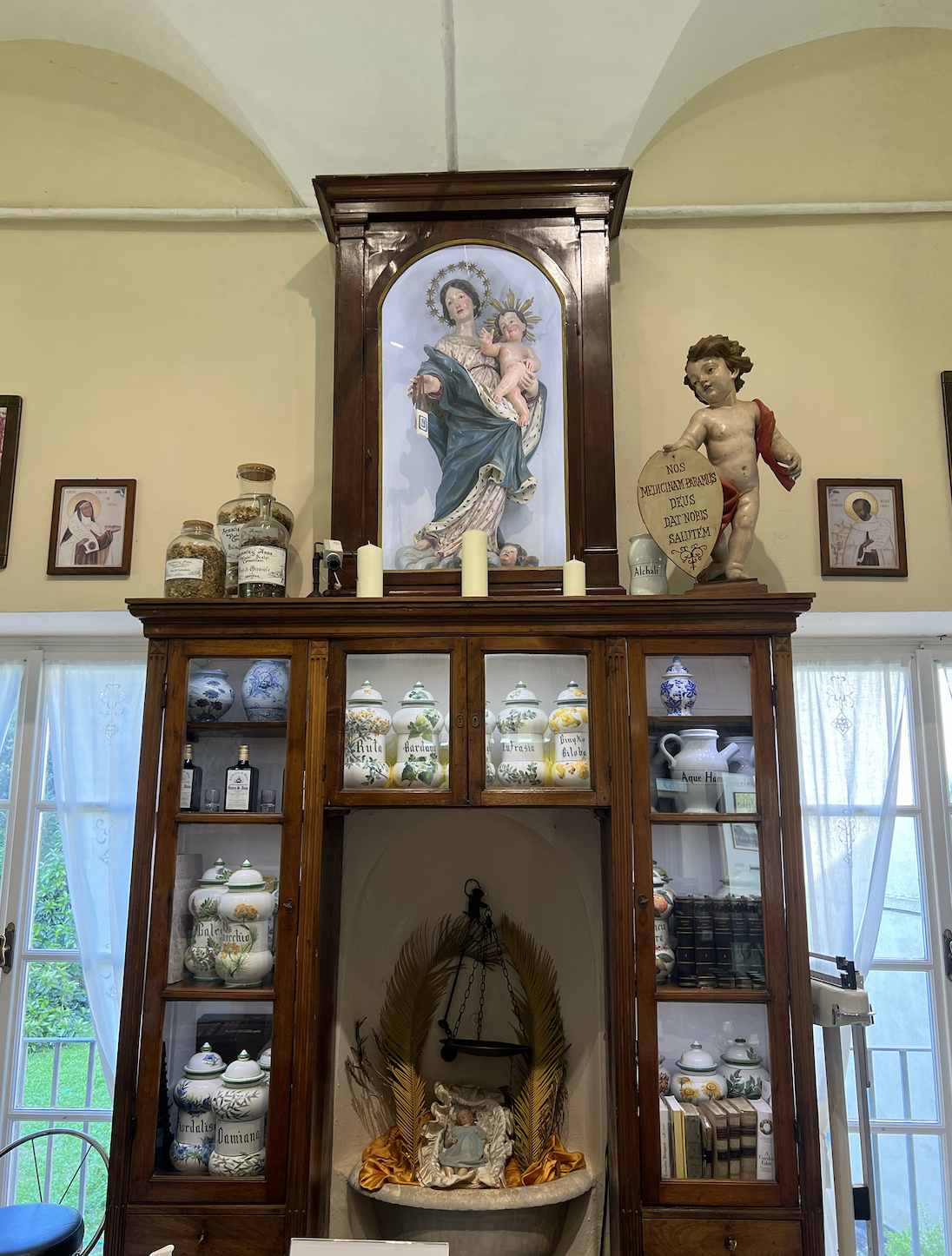
Antica Farmacia Sant'Anna, 2023
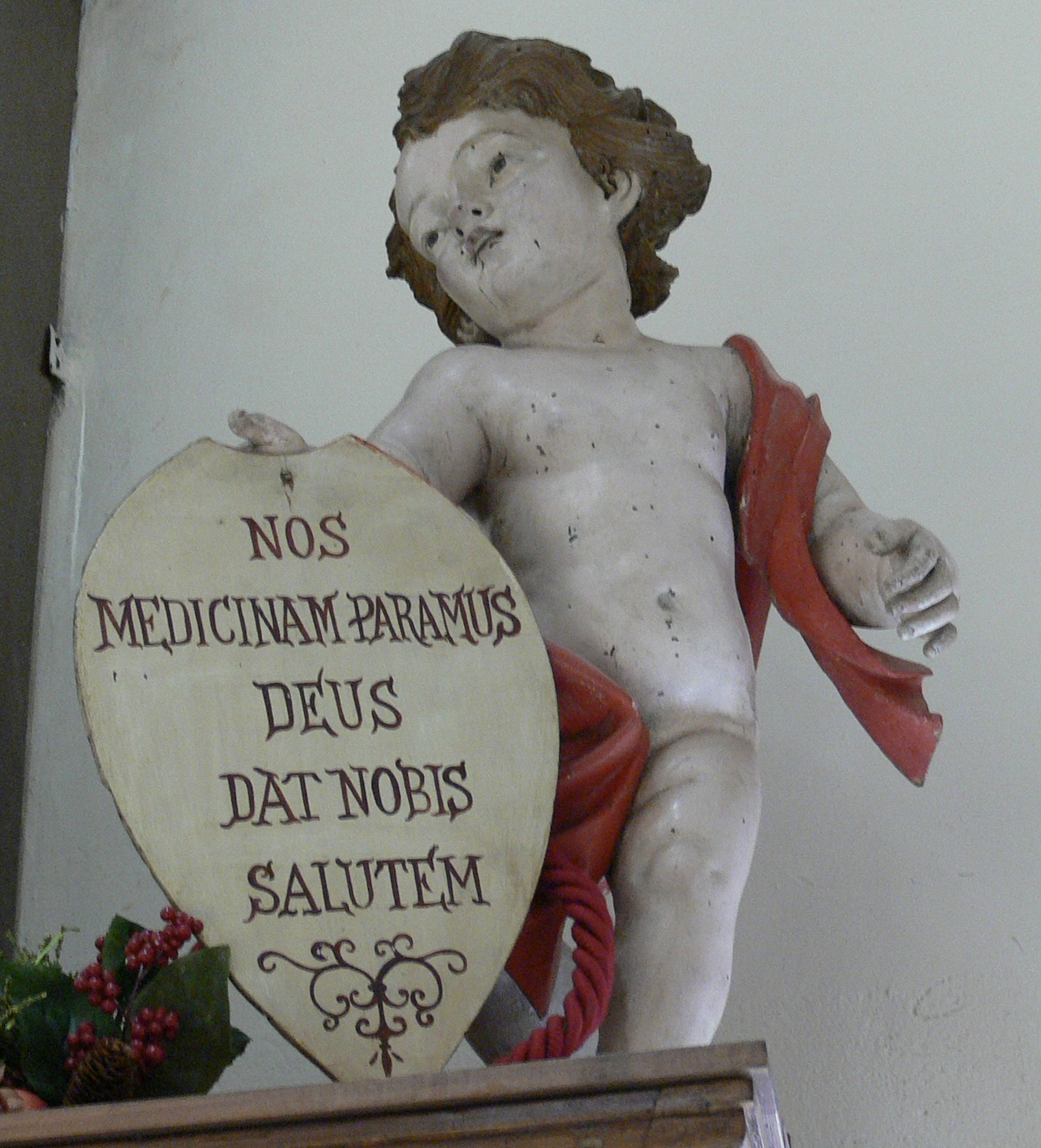
Putto con motto
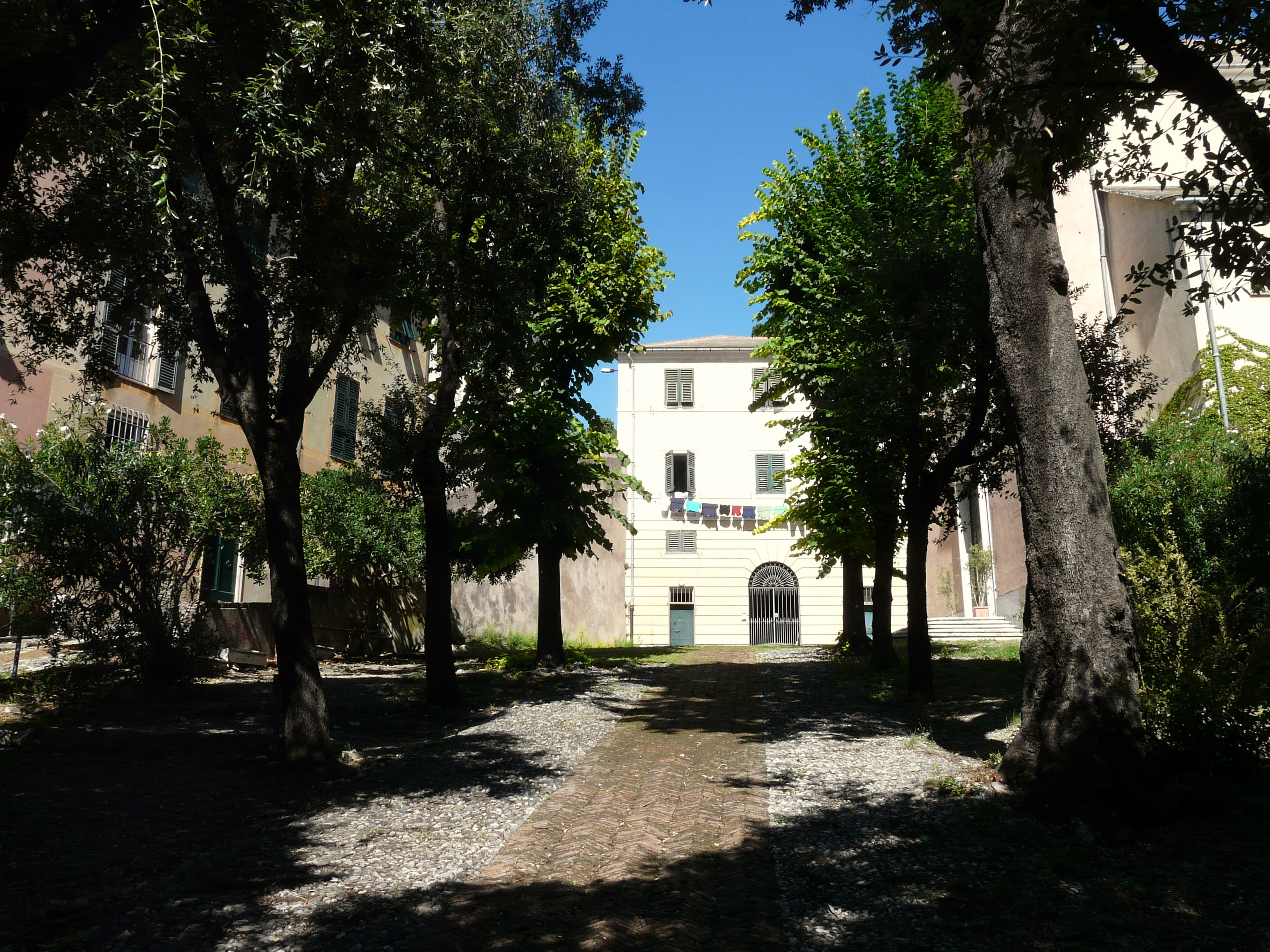
Sagrato della Chiesa e Convento di Sant'Anna, Genova